# Hélio Hungria Hoffbauer
Hélio Hungria Hoffbauer (Rio Pomba, Minas Gerais, 25 de fevereiro de 1914 – 26 de julho de 2004) foi um médico brasileiro.
Graduado em medicina pela Faculdade Nacional de Medicina em 1937. Foi eleito membro da Academia Nacional de Medicina em 1978, sucedendo Manoel Cláudio de Motta Maia na Cadeira 22, que tem Cláudio Velho da Mota Maia como patrono.